# كونراد باير
كونراد باير (بالألمانية: Konrad Bayer)‏ هو كاتب وشاعر نمساوي، ولد في 17 ديسمبر 1932 في فيينا في النمسا، وتوفي بنفس المكان في 10 أكتوبر 1964.

## وصلات خارجية
- كونراد باير على موقع IMDb (الإنجليزية)
- كونراد باير على موقع ميوزك برينز (الإنجليزية)